# Ángela López Jiménez
Ángela López Jiménez (Pamplona, 1945 - Zaragoza, 23 de marzo de 2007) fue una socióloga y feminista española, profesora titular de Sociología de la Universidad de Zaragoza.

## Biografía
Licenciada en Sociología Urbana y del Desarrollo por la Universidad Católica de Lovaina y doctora en Sociología por la Universidad Complutense de Madrid.
En el año 1976 se incorporó al incipiente Departamento de Sociología de la Universidad de Zaragoza, donde impulsó su crecimiento y extendió su influjo a las Escuelas Universitarias de Teruel y Huesca, regentadas también por López cuando alcanzó la dirección.
En el año 1979, fue la anfitriona del acto de constitución y una de las fundadoras junto a representantes de las asociaciones andaluza, vasca, catalana y aragonesa de sociología se reunieron en la Facultad de Ciencias Económicas de Zaragoza, para fundar la Federación Española de Sociología (FES). Se encargó de la celebración del Primer Congreso Español de Sociología, en Zaragoza a los dos años de la constitución de la FES, a fines de septiembre de 1981.
En el año 1990 fue una de las fundadoras y la primera presidenta del club de opinión de mujeres de Zaragoza La Sabina.
A mediados de los años noventa, fue pionera su aportación, desde la sociología, al debate por la reforma del PGOU (Plan General de Ordenación Urbana) de Zaragoza.
Desde el año 2000 hasta 2007, fue presidenta del Consejo Económico y Social de Aragón.
En el año 2005 creó el GSIC (Grupo Sociológico de Investigación Científica).
Obtuvo para la Universidad de Zaragoza el programa de doctorado de Sociología, programa que dirigió en sucesivas ediciones. Fue también profesora del Máster de Urbanismo de la Universidad de Zaragoza y profesora invitada en universidades nacionales e internacionales como la Universidad Rafael Landívar de Guatemala, la Universidad Católica Pontificia del Perú o la Universidad de Upsala, en Suecia.
Publicó numerosos trabajos en revistas especializadas. Representó a las instituciones aragonesas en diversos foros, en materia de innovación urbana y desarrollo de la sociedad de la información. Representó a la Universidad de Zaragoza en la Comisión de Sociología del Consorcio Pro Expo Zaragoza 2008.
Sus líneas de investigación principales fueron las culturas e identidades urbanas, la sociedad de la información, la sociedad del conocimiento, las tecnologías de la información y la comunicación, el desarrollo local, las ciudades digitales, las políticas públicas, los movimientos sociales y movimientos urbanos, las culturas juveniles y sus modos de vida.

## Obras
Algunas de sus obras principales, son las siguientes:
- Zaragoza Ciudad Hablada. Memoria colectiva de las mujeres y los hombres (Prensas Universitarias de Zaragoza, 2001).[8]
- Arte y Parte: Jóvenes, cultura y compromiso (LAS TRES SORORES, 2000).[9]
- Youth in the 90s and youth in the 60s in Spain: intergenerational dialogue and struggle.

## Vida personal
Estaba casada con Timothy Bozman, profesor de Filología Inglesa de la Universidad de Zaragoza y tenían una hija, Paloma Bozman López, actual gestora de una empresa zaragozana.

## Premios y reconocimientos
- En 2008 el GSIC le rinde homenaje con el volumen: Espacios de información y ciudadanía.[6]
- En 2017 el Ayuntamiento de Zaragoza le dedicó la calle que bordea su edificio principal.[3]
- En 2017 el Consejo Económico y Social de Aragón convocó el primer premio de investigación “Ángela López Jiménez”, destinado a reconocer un proyecto de investigación sobre alguna materia de trascendencia económica, social o laboral que tenga especial interés para Aragón.[10]